# Гиракодоны
Гиракодоны (лат. Hyracodon) — вымерший род непарнокопытных из вымершего семейства гиракодонтовых, родственное современным носорогам. Жили в олигоцене (32—26 миллионов лет назад).

## Описание

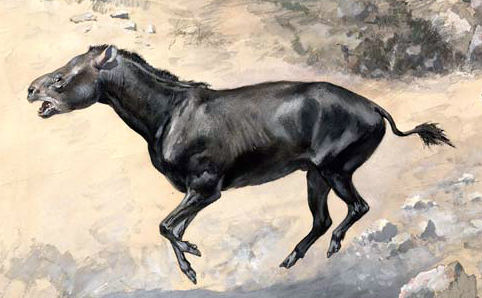
Реконструкция

### Внешний вид
Это были звери лёгкого телосложения с длиной тела около 1,5 м. Строением зубов гиракодоны напоминали носорогов, но они были намного мельче и мало чем отличались по внешнему виду от примитивных лошадей, своих современников. Имели короткую и широкую морду и длинные, тонкие конечности с тремя пальцами.

### Образ жизни и питание
Как и примитивные лошади, гиракодоты населяли открытые леса и лесистые степи и перешли от питания листвой к поеданию травы. Они вымерли, не оставив потомков.